# Sutartinės
Sutartinės (od litvanskog sutarti, tj. „suglasje”) su litvanske višeglasne pjesme koje izvode narodne pjevačice na sjeveroistoku Litve.
Ove pjesme imaju jednostavne melodije od dvije do pet pjesama od kojih svaka ima dva jasno odijeljena dijela, glavni smisleni tekst i refren koji može uključivati ponavljanje riječi u obliku sinkopa. Postoji gotovo četrdeset različitih stilova i načina obavljanja Sutartinės pjesama. Uglavnom ih izvode dvije pjevačice paralelnim udvajanjem (dvejinės ili „dvojke”) ili tri pjevačice u strogom kanonu (trejinės ili „trojke”), koje izvode dijelove melodije u razvedenim intervalima; ili pak dvije skupine pjevačica (keturinės ili „četvorke”) u kojima glavna pjevačica svakog para pjeva glavni tekst, dok druga pjevačica svakog para pjeva refren, prije nego što ga prva pjevačica para ponavlja. Pjesme se oslikuju mnogim neleksičnim glasanjima (uzvicima) kao što su: sodauto, lylio, ratilio, tonarilio, dauno, kadujo, čiūto, i dr. Sutartinės obično pjevaju žene, dok ih muškarci prate instrumentima kao što su panova frula (skudučiai), rog, duga drvena truba (ragai i dandytės), flauta i trzalačka stolna citra (kanklės).
Poetski tekstovi obuhvaćaju mnoge teme, uključujući rad, kalendarske rituale, vjenčanja, obiteljske teme, ratove, povijest i trenutke svakodnevnog života. Koreografija je jednostavna i pokreti su umjereni, često strogi poput hodanja u krug ili zvijezde dok se hvataju za ruke i stupaju stopalima. Sutartinės se izvode za svečane prigode, ali i na festivalima, koncertima i društvenim okupljanjima. Njihov nastup promiče razmjenu kulturnih vrijednosti i daje osjećaj kulturnog identiteta, kontinuitet i samopoštovanje. Zbog toga su Sutartinės pjesme 2012. godine upisane na UNESCO-ov popis nematerijalne svjetske baštine u Europi.

## Vanjske poveznice
- Video primjer na youtube.com (engl.) 10.01 min
- [neaktivna poveznica] (engl.)